# Бельфьоре
Бельфьоре (итал. Belfiore) — коммуна в Италии, располагается в провинции Верона области Венеция.
Население составляет 2610 человек, плотность населения составляет 100 чел./км². Занимает площадь 26,47 км². Почтовый индекс — 37050. Телефонный код — 045.
В коммуне ежегодно 8 сентября особо празднуется Рождество Пресвятой Богородицы.